# Yamamoto Kansuke

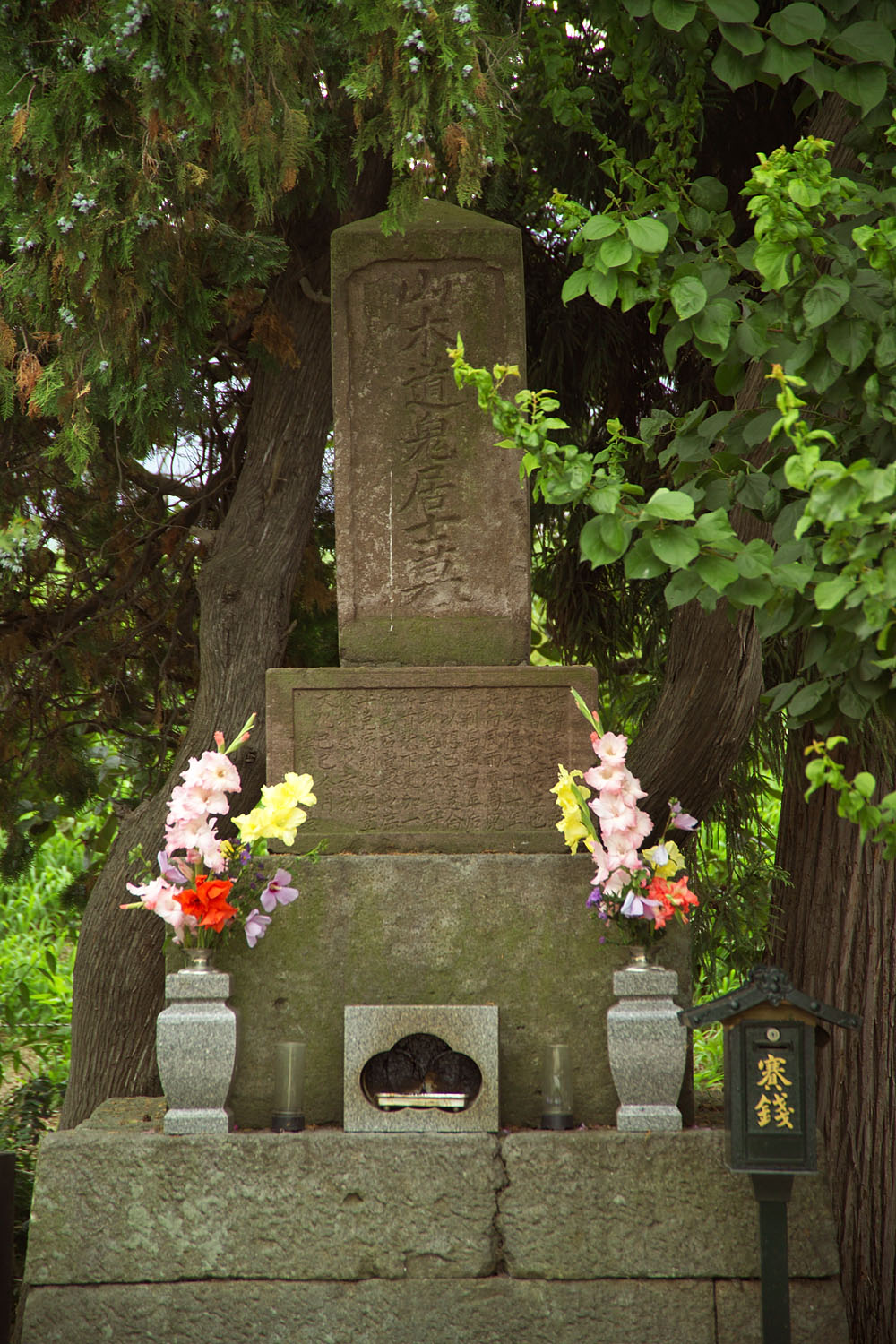
Tomba di Kansuke, vicino a Kawanakajima, Nagano

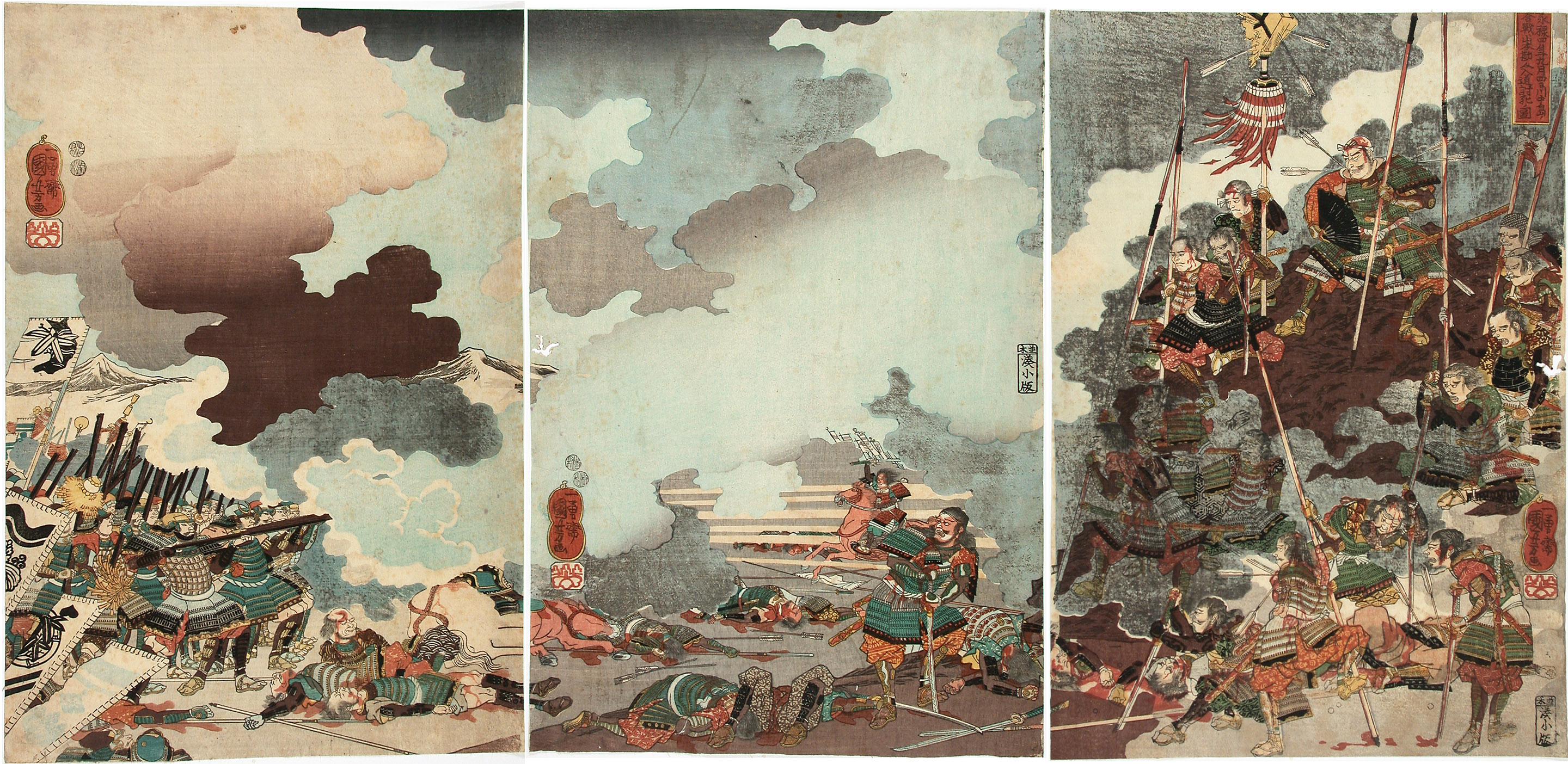
Morte di Yamamoto Kansuke caricando le linee nemiche

Yamamoto Kansuke (山本 勘助?; 1501 – 18 ottobre 1561) è stato un samurai e generale giapponese del periodo Sengoku. È anche conosciuto come uno dei ventiquattro generali di Takeda Shingen. Era conosciuto anche come Haruyuki (晴幸?). Fu un brillante stratega, ed è particolarmente noto per il piano che doveva portare alla vittoria nella quarta battaglia di Kawanakajima contro Uesugi Kenshin. Tuttavia Kansuke non visse abbastanza per vedere attuato il suo piano; pensando che la tattica fosse fallita caricò a testa bassa le linee nemiche trovando la morte.

## Biografia
Le origini di Kansuke non sono note con certezza, ma si crede provenisse da Ushikubo, una città nella provincia di Mikawa, che a quei tempi si trovava sotto il controllo del clan Imagawa. Andò nel Kai e iniziò a servire Takeda Shingen nel 1543 ricevendo il ruolo di comandante di fanteria (足軽大将?, ashigaru-taishō). La leggenda vuole che nonostante Kansuke fosse cieco a un occhio e zoppo fosse anche un feroce guerriero e un abile stratega militare. In varie opere d'arte è raffigurato in possesso di un naginata come supporto per la gamba debole.
Guidò la manovra a tenaglia nella quarta battaglia di Kawanakajima, ma credendo di aver fallito, caricò le linee nemiche e fu ucciso assieme ai suoi servitori principali Osaragi Shōzaemon (大仏庄左衛門?) e Isahaya Sagorō (諫早佐五郎?). Yamamoto Kanzō Nobutomo, figlio adottivo di Kansuke, morì nella battaglia.
Kansuke era un antenato di Yamamoto Yaeko di Aizu, una famosa donna guerriero del periodo Bakumatsu.
Lo Heihō Ōgisho (兵法奥義書?), un trattato sulla strategia e tattica attribuiti a Kansuke, è incluso nel Kōyō Gunkan. In esso si concentra in particolare sul comportamento strategico dei singoli guerrieri.